# 캘리포니아 (잡지)
캘리포니아(California)는 1976년부터 1991년까지 발행된 미국의 월간지로 캘리포니아주에 대해 자세히 다루었다.
1976년 뉴욕을 창간한 클래이 펠커가 뉴욕의 미국 서부 자매지 격인 잡지로서 뉴 웨스트(New West)라는 이름으로 창간하였다. 톰 울프, 조앤 디디온 등의 작가가 글을 썼다. 1977년 루퍼트 머독이 사들였으며, 1980년에는 텍사스 먼슬리를 발간하던 미디어텍스 커뮤니케이션에 인수되었다. 이듬해 미디어텍스는 이름을 뉴 웨스트에서 캘리포니아로 바꿨다.
15년 동안 캘리포니아는 뉴 저널리즘의 조달자 역할을 하였다. 짐 존스의 인민사원을 처음으로 보도하였다.
이후에도 파이어스톤 타이어 결함 문제 및 수면제의 일종인 할시온의 문제를 폭로하였다. 에후드 요네이가 1983년 5월 샌디에이고의 해군 비행장에서 훈련하는 미 해군의 조종사에 관하여 쓴 글 "탑 건스"(Top Guns)는 1986년 영화 탑건의 영감이 되었다.
1987년 잡지의 발행 부수는 약 36만 부로 최고조에 달했으며, 1991년에는 25만 부로 하락했다가 자매지인 SF와 함께 폐간되었다.